# Història de Catalunya (sèrie d'animació)
|  | Aquest article tracta sobre la sèrie de dibuixos animats per a televisió. Vegeu-ne altres significats a «Història de Catalunya». |

Història de Catalunya és una sèrie de dibuixos animats creada per BRB Internacional i produïda per Televisió de Catalunya i Hidroelèctrica de Catalunya l'any 1988, en commemoració del Mil·lenari del naixement polític de Catalunya. La sèrie fa un repàs de la història de Catalunya, des de la prehistòria fins als anys 80 del segle xx, amb una projecció cap a l'any 1992.

## Argument
El protagonista de la sèrie és un drac de color rosa amb taques liles anomenat Dragui, que fa de fil conductor de tots els episodis narrant els fets històrics de cada època. També s'explica l'evolució dels costums i de la vida quotidiana del poble al llarg de la història de Catalunya. La sèrie combina dibuixos animats amb imatges reals per aquells fets rellevants del segle xx. Va comptar amb la col·laboració dels historiadors Joan Soler i Amigó i Anna Duran, l'assessorament històric de Josep Maria Ainaud de Lasarte, amb la coordinació d'Eduard Bonet.

## Animació
La sèrie d'animació estava adreçada principalment al públic infantil, però també va rebre gran acceptació pel públic en general. Fou creada i dirigida per Claudi Biern Boyd, amb dibuixos originals de Francesc Capdevila, realitzada per BRB Internacional i coproduïda per Televisió de Catalunya i Hidroelèctrica de Catalunya. Com en algunes altres sèries de BRB Internacional, l'animació dels dibuixos va ser realitzada principalment per l'estudi Wang Film Productions de Taiwan, tot i que no s'indica als títols de crèdit. La música de la sèrie fou composta per Jordi Doncos i la lletra de la cançó d'inici fou escrita per Josep Maria Espinàs. Fou emesa per primer cop el 23 d'octubre de 1988 fins al 23 de juliol de 1989 per TV3, remetent-se posteriorment en diverses ocasions. Està formada per 39 episodis de quinze minuts de duració cadascun.
El novembre de 2017, 29 anys després de la seva primera emissió, fou objecte d'una denúncia d'adoctrinament per part de pares valencians.

### Llista d'episodis
| Núm. | Títol                                              | Data d'emissió original |
| --- | -------------------------------------------------- | ----------------------- |
| 1 | «La nit dels temps»                                | 23 d'octubre de 1988    |
| 2 | «Gent de mar enllà»                                | 30 d'octubre de 1988    |
| 3 | «Entre dos focs»                                   | 6 de novembre de 1988   |
| 4 | «Fills de Roma»                                    | 13 de novembre de 1988  |
| 5 | «Gent de pau, vent de guerra»                      | 20 de novembre de 1988  |
| 6 | «Marca hispànica»                                  | 27 de novembre de 1988  |
| 7 | «El naixement d'una nació»                         | 4 de desembre de 1988   |
| 8 | «Oliba, pare de la pàtria»                         | 11 de desembre de 1988  |
| 9 | «Catalunya nova»                                   | 18 de desembre de 1988  |
| 10 | «Aquestes muntanyes que tan altes són»             | 25 de desembre de 1988  |
| 11 | «Jaume, el Conqueridor»                            | 1 de gener de 1989      |
| 12 | «Els regnes de la mar»                             | 8 de gener de 1989      |
| 13 | «El pont de la mar blava»                          | 15 de gener de 1989     |
| 14 | «Una llarga maltempsada»                           | 22 de gener de 1989     |
| 15 | «Un nou món»                                       | 29 de gener de 1989     |
| 16 | «Cara i creu de l'imperi dels Àustries»            | 5 de febrer de 1989     |
| 17 | «Guardar-te voldria, perquè amb treball t'he feta» | 12 de febrer de 1989    |
| 18 | «Defensors de la terra»                            | 19 de febrer de 1989    |
| 19 | «L'onze de setembre»                               | 26 de febrer de 1989    |
| 20 | «De les pedres... pans»                            | 5 de març de 1989       |
| 21 | «La carrera d'Amèrica»                             | 12 de març de 1989      |
| 22 | «La guerra del francès»                            | 19 de març de 1989      |
| 23 | «Visca la Constitució»                             | 26 de març de 1989      |
| 24 | «La Renaixença»                                    | 2 d'abril de 1989       |
| 25 | «Fum de progrés»                                   | 9 d'abril de 1989       |
| 26 | «El món dels somnis»                               | 16 d'abril de 1989      |
| 27 | «L'Exposició Universal de Barcelona»               | 23 d'abril de 1989      |
| 28 | «El Modernisme»                                    | 30 d'abril de 1989      |
| 29 | «Banderes amb flames»                              | 7 de maig de 1989       |
| 30 | «Escolta, Espanya»                                 | 14 de maig de 1989      |
| 31 | «La Mancomunitat»                                  | 21 de maig de 1989      |
| 32 | «La primera dictadura»                             | 28 de maig de 1989      |
| 33 | «República i Generalitat»                          | 4 de juny de 1989       |
| 34 | «La Guerra Civil»                                  | 11 de juny de 1989      |
| 35 | «Tornarem a sofrir, tornarem a lluitar»            | 18 de juny de 1989      |
| 36 | «La Ginesta floreix»                               | 25 de juny de 1989      |
| 37 | «Amnistia i Estatut d'Autonomia»                   | 2 de juliol de 1989     |
| 38 | «Som una nació»                                    | 16 de juliol de 1989    |
| El poble espanyol aprova en referèndum la reforma política proposada per les Corts, mentre que Catalunya va recuperant poc a poc les llibertats individuals. L'any 1977 torna a Catalunya Josep Tarradellas, el president de la Generalitat a l'exili. |                                                    |                         |
| 39 | «Un poble en marxa»                                | 23 de juliol de 1989    |